# شهرستان تنگ
شهرستان تِنگ (تِنگ‌شیان) (به لاتین: Teng County) یک شهرستان‌های جمهوری خلق چین در چین است که در واژو واقع شده‌است.
 شهرستان تنگ ۳٬۹۴۳ کیلومتر مربع مساحت و ۹۳۰٬۰۰۰ نفر جمعیت دارد.